# Szpital Kliniczny nr 3 im. dr. Seweryna Sterlinga w Łodzi
Szpital Kliniczny nr 3 im. dr. Seweryna Sterlinga w Łodzi – szpital mieszczący się od 1947 roku w pałacyku przy ulicy Sterlinga 1/3 w Łodzi, który wcześniej był siedzibą Żydowskiego Szpitala im. Izraela i Leony Poznańskich.
Budynek, który był jedną ze znaczących łódzkich budowli, zaprojektowali architekci: Juliusz Jung i Hilary Majewski.
Szpital Kliniczny nr 3 im. dr. Seweryna Sterlinga Akademii Medycznej w Łodzi pełnił w makroregionie łódzkim rolę naukową, dydaktyczną i usługową, zabezpieczał w zakresie chirurgii całą dzielnicę Bałuty.

## Historia i organizacja

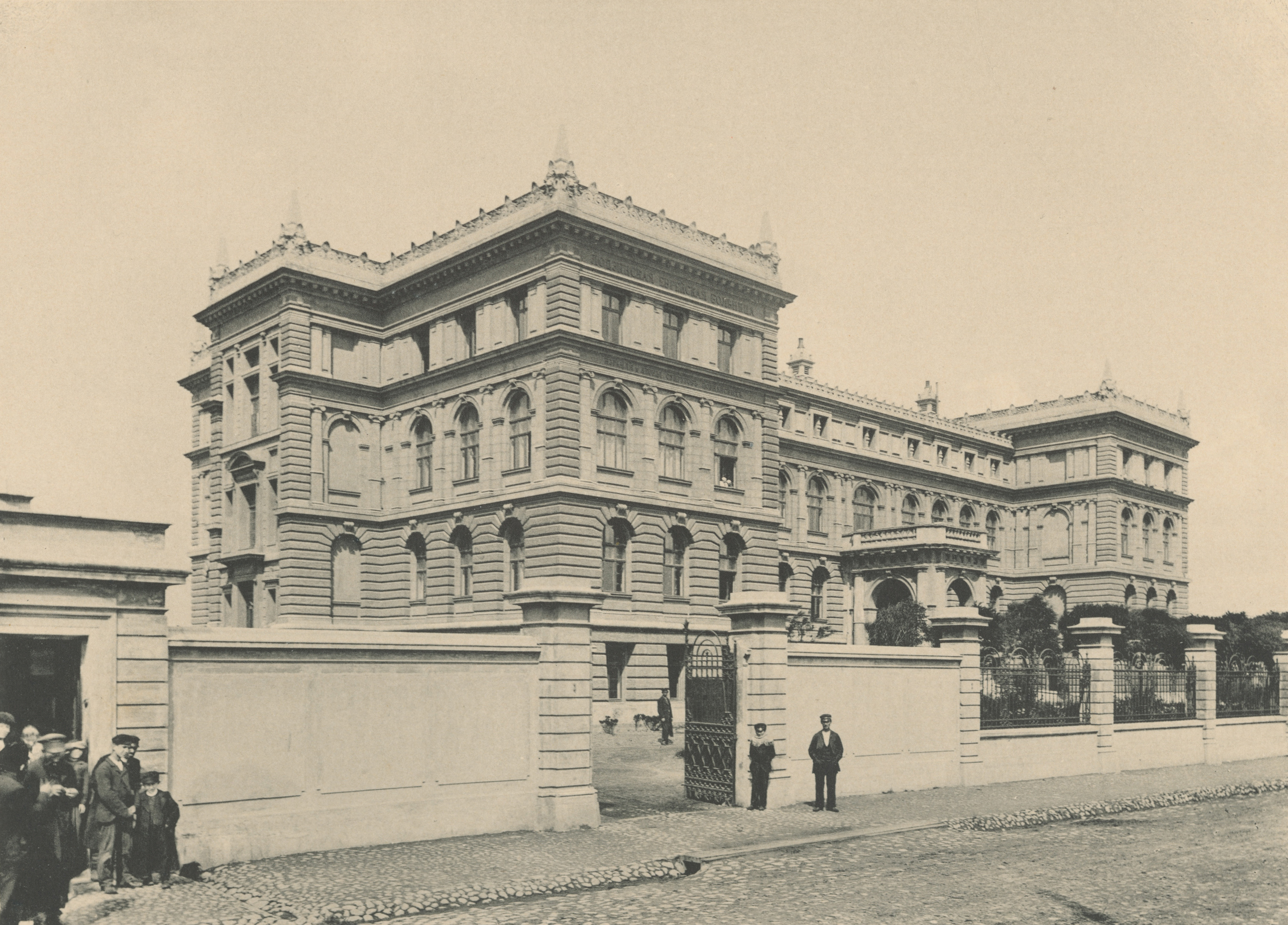
Szpital Żydowski w Łodzi ok. 1896, fot. Bronisław Wilkoszewski

Szpital  zbudowało w latach 1885-1890 małżeństwo Izraela i Leoni Poznańskich, z myślą o ludności żydowskiej, nie mogącej leczyć się gdzie indziej ze względu na wymogi koszerności jedzenia. W szpitalu znajdowała się synagoga, przychodził rabin oraz podawano koszerne jedzenie. Osoby ubogie mogły się leczyć na rachunek gminy żydowskiej. Szpital przyjął imię Izraela i Leoni Poznańskich, chociaż w Łodzi mówiono o nim po prostu szpital żydowski. W 1898 roku doktor Seweryn Sterling, badacz chorób piersiowych - głównie gruźlicy, otworzył w nim pierwszy w Królestwie Polskim oddział dla chorych na gruźlicę. W okresie międzywojennym szpital przestał być stricte szpitalem żydowskim, ponieważ przyjmował również pacjentów innych wyznań. Po II wojnie światowej przez dwa lata był koszarami wojskowymi, a następnie stał się Szpitalem Klinicznym Akademii Medycznej im. Seweryna Sterlinga.
W skład szpitala klinicznego wchodziła II Klinika Chorób Wewnętrznych i II Klinika Chirurgiczna, które w roku 1975 zostały przemianowane odpowiednio na Klinikę Kardiologii i Klinikę Chirurgii Serca, Klatki Piersiowej i Naczyń Instytutu Kardiologii Akademii Medycznej w Łodzi.
II Klinika Chorób Wewnętrznych kierowana przez prof. Jerzego Jakubowskiego, a po jego przejściu na emeryturę w roku 1963 przez prof. Włodzimierza Musiała, razem ze skupionym wokół nich gronem wybitnych lekarzy rozwinęła diagnostykę chorób serca, która stworzyła podstawy dla późniejszego rozwoju kardiochirurgii.
Przybycie w 1958 roku z Poznania prof. Jana Molla i objęcie przez niego II Kliniki Chirurgicznej, którą kierował do czasu przejścia na emeryturę w 1983 roku, stworzyło warunki do powstania nowoczesnego ośrodka zabiegowego i zaowocowało szeregiem pionierskich zabiegów kardiochirurgicznych w kraju.
W Szpitalu Klinicznym nr 3 powstała i rozwinęła się Szkoła Chirurgiczna Profesora Jana Molla (jedna z trzech wiodących szkół kardiochirurgicznych w Polsce), której uczniowie w późniejszych czasach obsadzili wiele kierowniczych i samodzielnych stanowisk w klinikach kardiochirurgicznych w Polsce i poza jej granicami. Wiele lat tamtejszą kliniką chirurgiczną, do przejścia na emeryturę w 1983 roku, kierował profesor Jan Moll i w niej przeprowadził 4 stycznia 1969 roku pierwszą próbę przeszczepu serca w Polsce, a rok później jako pierwszy w Polsce zapoczątkował chirurgiczne leczenie choroby wieńcowej z zastosowaniem żylnych pomostów aortalno-wieńcowych.
W styczniu 2006 roku w ramach przekształceń strukturalnych Uniwersytetu Medycznego w Łodzi Szpital Kliniczny im. dr. Seweryna Sterlinga stał się częścią Centralnego Szpitala Weteranów w Łodzi.
W listopadzie 2015 roku, po wcześniejszym przeniesieniu się Kliniki Kardiologii do Centrum Kliniczno-Dydaktycznego Uniwersytetu Medycznego w Łodzi, przeprowadziła się ostatecznie także Klinika Kardiochirurgii.
W budynku szpitala pozostała jedynie Klinika Endokrynologii kierowana przez prof. dr. hab. Jana Komorowskiego. Pracują w niej także profesorowie Marek Pawlikowski i Jolanta Kunert-Radek.